# Neferkare Tereru
Neferkare Tereru (Neferkare V.) byl egyptský faraon z 8. dynastie během prvního přechodného období. Zmínky o něm pocházejí z abydoského seznamu králů. Sídlil v Memfisu.